# Catocala antinympha
Catocala antinympha là một loài bướm đêm thuộc họ Erebidae. Nó được tìm thấy ở Quebec và Ontario phía đông đến Nova Scotia và phía nam đến Connecticut, đảo Rhode, New York, Massachusetts, Pennsylvania và Maryland.
Sải cánh dài 45–55 mm. Con trưởng thành bay từ tháng 7 đến tháng 9. Có một lứa một năm.
Ấu trùng ăn Comptonia peregrina.